# Una arruga en el tiempo
A Wrinkle in Time es una novela de fantasía de Madeleine L'Engle, escrita entre 1959 y 1960, y publicada en 1962 tras ser rechazada por 26 editores por ser, según dice la autora, "demasiado diferente". La novela ganó algunos de los premios más prestigiosos para novelas infantiles y juveniles en Estados Unidos. Es el primero en la serie de libros que L'Engle escribió sobre las familias Murry y O'keefe. A la que le sigue: A Wind in the Door, A Swiftly Tilting Planet, Many Waters y An Acceptable Time.
Fue editada en español por Alfaguara bajo el título Una arruga en el tiempo.
La historia ha sido adaptada al cine por Walt Disney Pictures en marzo de 2018 bajo la dirección de Ava DuVernay y protagonizada por Reese Whiterspoon y Oprah Winfrey.